# 二伝寺砦
二伝寺砦（にでんじとりで）は、神奈川県藤沢市渡内（わたうち）に所在する日本の城（砦）跡。村岡城・御幣山城・長尾城とともに、玉縄城を守る支城であったと考えられている。

## 概要
藤沢市南東部の、鎌倉市に接する渡内・村岡・高谷地区にかけての丘陵地帯に立地する。同市渡内3丁目13番1号に所在する浄土宗寺院の戒法山二伝寺と、その背後（北西側）の丘陵が曲輪の主要部とされ、丘陵の頂部から南東の二伝寺にかけて、腰曲輪状の平坦面が3段に形成されている。創築時期は玉縄城とあまり変わらない1512年（永正9年）頃と考えられている。『鎌倉市史』の赤星直忠の見解によれば、二伝寺東側の「二伝寺坂」と呼ばれる急斜面を大手（正面）としつつ、南側からの防衛にも対応しており、二伝寺砦と同じく玉縄城の支城とされる南方の村岡城（高谷砦）が陥落した際にはその次の防衛拠点となることを想定していたとされる。
二伝寺背後の丘陵頂部の平坦面には、平高望（高望王）の5男で、坂東八平氏の祖と言われる平安時代中期（10世紀）の武将・平良文（村岡良文）と、その後継の平忠光・平忠通の3代の墓と伝承される五輪塔や宝篋印塔が残されている。なお、二伝寺砦自体には平良文との繋がりを示す伝承などはないが、村岡城（高谷砦）には、平良文の相模国における居館であったとする伝承が残る。
遺跡としては「二伝寺砦遺跡」と呼称されており、これまで丘陵上の高齢者施設建設等に伴って、複数回の発掘調査が実施されている。